# МАЗ-Т103
МАЗ-103Т — белорусский 12-метровый низкопольный троллейбус для городских перевозок, серийно выпускавшийся небольшими партиями на Минском автомобильном заводе. Троллейбус был спроектирован в 1999 году, а первые модели были представлены в марте 2000 года. МАЗ-103Т и его аналоги эксплуатируются в городах России, Беларуси, Украины, Приднестровья, Латвии и Венгрии.

## История
Первый опытный образец выпущен в ноябре 1999 года и был отправлен в 4-й троллейбусный парк города Минска, где получил номер 4444 и успешно прошёл испытания. От остальных троллейбусов он отличается расположением окна заднего маршрутоуказателя по центру над задним стеклом аналогично автобусам МАЗ, тогда как у остальных МАЗ-103Т оно располагается справа.
Было решено запустить троллейбус в серию. Уже в 2000 году в тот же 4 парк пришло ещё 6 троллейбусов, которые получили бортовые номера 4445—4450.
В 2001—2002 годах в Минск поступает 18 троллейбусов (4451-4468), а также поступает 2 экземпляра в Гродно (получили бортовые номера 51 и 52). Один из них (4458) изначально имел ТрСУ, тогда как все остальные — ТИСУ. В 2004 году он был перестроен, получив электрооборудование, аналогичное остальным троллейбусам этой модели.
С ноября 2002 года Минск переходит на закупку аналогичных троллейбусов сборки завода «Белкоммунмаш» (АКСМ-221), перестав закупать МАЗ-103Т.
В 2003—2005 годах завод получает крупный заказ из Киева, поставив туда 59 троллейбусов, хотя всего было собрано 77 штук. 18 отказников поступили в Минск в 2005—2006 годах в 1 (1080 и 1081, после были переданы в 4 парк, став 4521 и 4522), 2 (2110—2115) и 4 (4504-4513, позже к ним добавились 4521 и 4522) парки. По состоянию на декабрь 2017 года, в Киеве оставалось 58 троллейбусов этой модели, из которых в рабочем состоянии только 10; ещё один был передан в музей.
В 2006 году МАЗ сворачивает собственное производство троллейбусов. Однако, полностью аналогичные по оборудованию троллейбусы в кузове МАЗ-103 в 2008—2013 годах собирались на заводе «Этон» в Смолевичах, получив наименование МАЗ-ЭТОН-103Т.
В 2012 пять троллейбусов из Минска, а именно 4446, 4447, 4449, 4450 и 4452 были безмозмездно отправлены в город Тирасполь, столицу Приднестровья, получив там номера 261, 262, 263, 265 и 264 соответственно. Вскоре там на линию вышли все троллейбусы, кроме 261[значимость факта?], который был разобран на запчасти для остальных троллейбусов и пяти пришедших из Минска автобусов[значимость факта?] МАЗ. В 2013 году все троллейбусы были отстранены от эксплуатации в связи с частыми поломками. Однако, в 2017 году 263 и 264 получили полноценный[значимость факта?] ремонт, после чего вновь стали работать на линии. Восстановление остальных трёх троллейбусов не планируется[значимость факта?].
В 2013 году в началось списание первых МАЗ-103Т, в Гродно были списаны оба экземпляра, ещё два — в Минске (4460 и 4462).
В 2014—2015 годах в Минске было списано 28 троллейбусов этой модели, включая оставшиеся 23 троллейбуса 1999—2002 годов (4444, 4445, 4448, 4451, 4453, 4455-4459, 4461, 4463-4468) и 5 троллейбусов 2005—2006 годов выпуска (4504, 4506, 2110—2112). Один из них, самый первый (4444), прошёл капитальный ремонт и был передан в музей, остальные порезаны.
В 2016 году списаны ещё 12 троллейбусов 2005—2006 годов выпуска (2113—2115, 4505, 4507-4513, 4521). Таким образом, в Минске оставался работать на маршрутах один троллейбус модели МАЗ-103Т, имеющий номер 4522. Данный троллейбус не работал с марта 2019 года и был списан в мае 2019 года.

## Модификации
- Ganz-МАЗ-103T — с электрооборудовонием GANZ . Один для Риги в 2003 г.[2], один для венгерского города Дебрецен в 2007 г.[3]
- Ganz-Škoda-МАЗ-103Tr — производство Škoda.
- АКСМ-221 — производство Белкоммунмаш
- МАЗ-ЭТОН-Т103 — производство ЭТОН.[4]
- ПТ-6231 − производство ЭПРО
- Дніпро-Т103 — производство ЮМЗ
  - «Дніпро-Т10320» — с двигателем постоянного тока ДК-211М и тяговым преобразователем ЭТОН.
  - «Дніпро-Т10322» — с асинхронным двигателем ДТА-2У1 и тяговым частотным преобразователем Чергос (либо ЭПРО).
- СВАРЗ-6235.00 — производство СВАРЗ

## Конструктивные особенности
- При конструировании троллейбуса за основу был взят низкопольный автобус МАЗ-103. Кузов машины скопирован без существенных отличий от своего аналога, имеет габариты 12 160 × 2 550 × 3 200; двухосный, вагонной компоновки. Одним из достоинств троллейбуса являются мягкий разгон и торможение, плавный и тихий ход. Колеса размещены по формуле 4×2. Подвеска пневморычажная, сглаживает дефекты дороги.
- Низкий пол, высотой 36 сантиметров над проезжей частью, способствует быстрой посадке и высадке пассажиров из троллейбуса. Также предусмотрена возможность перевоза людей с ограниченными физическими возможностями или детей в колясках (до двух мест). С этой целью троллейбус оснащен выдвижным пандусом, размещённым под полом среднего выхода. Возможна перевозка колесной поклажи и габаритных грузов.
- В салоне насчитывается до 25 сидячих и до 80 стоячих мест, общая пассажировместимость составляет 100—108 человек. Двери двустворчатые, бесшумные. Присутствует система противозажима и система блокировки движения с открытыми или наполовину закрытыми дверями. Окна безопасные, клеёные, тонированы темно-коричневой плёнкой.
- Повышенная электробезопасность. Штанги, токоприемники и тросы покрыты двумя слоями изоляции, весь высоковольтный комплект электрооборудования вынесен на крышу, кузов электроизолирован, а сам комплект герметизирован. Система управления в кабине водителя использует безопасное напряжение 24 вольт.
- Система оповещения состоит из маршрутных указателей и громкоговорителей. Настройка электронного табло осуществляется при помощи персонального компьютера.
- В троллейбусе установлен тяговый двигатель ДК-211 производства московского завода «Динамо» мощностью 170 киловатт.
- Применена тиристорно-импульсная система управления электрооборудованием, что позволяет существенно уменьшить затраты электроэнергии и обеспечить плавность хода и разгона троллейбуса. Дополнительно снизились издержки и с последующим внедрением ТрСУ.